# Разволяев, Иван Павлович
Иван Павлович Разволяев (Разваляев; 25 января 1915, Канчерово, Оренбургская губерния — 4 февраля 1981, Ростов-на-Дону) — участник Великой Отечественной войны, командир 2-го эскадрона 60-го гвардейского кавалерийского полка 16-й гвардейской Черниговской кавалерийской дивизии 7-го гвардейского кавалерийского корпуса 1-го Белорусского фронта, гвардии капитан. Герой Советского Союза.

## Биография
Родился 25 января 1915 года на станции Канчерово (ныне Кувандыкский район, Оренбургская область) в крестьянской семье. Русский.
Окончил 5 классов школы в городе Кувандыке. До призыва на военную службу работал на железной дороге, затем — в колхозе «Красный доброволец».
В Красной Армии с 1936 года. В 1940 году окончил кавалерийское училище в городе Минске и в 1941 году — Саратовское бронетанковое училище. Участник освободительного похода советских войск в Западную Украину и Западную Белоруссию 1939 года. Участник Великой Отечественной войны с июня 1941 года.
Командир эскадрона 60-го гвардейского кавалерийского полка гвардии капитан Иван Разволяев отличился в боях при освобождении Польши. 18 января 1945 года, находясь в головном отряде, вброд и по льду преодолев реку Пилица, эскадрон капитана Разволяева в числе первых в 60-м гвардейском кавалерийском полку ворвался в город Томашов (Томашув-Мазовецки). Затем, перерезав шоссейную дорогу Калиш—Едлец—Голухов, уничтожил отходящего противника и занял населённые пункты Едлец и Голухов. Выйдя на Варшавское шоссе, эскадрон Разволяева окончательно отрезал противнику путь отступления. В этих боях бойцы эскадрона уничтожили свыше полутора сотен гитлеровских солдат и офицеров, захватили три десятка автомашин.
В 1947 году офицер-кавалерист окончил Высшую офицерскую бронетанковую школу. С 1954 года майор Разволяев И. П. — в запасе.
Жил в городе Ростов-на-Дону, работал в должности инструктора профилактики — защищал от пожаров объекты производственного объединения «Горизонт».
Умер 4 февраля 1981 года, похоронен в Ростове-на-Дону.

## Награды
- Указом Президиума Верховного Совета СССР от 27 февраля 1945 года за образцовое выполнение боевого задания командования в борьбе с немецко-фашистскими захватчиками и проявленные при этом мужество и героизм гвардии капитану Разволяеву Ивану Павловичу присвоено звание Героя Советского Союза с вручением ордена Ленина и медали «Золотая Звезда» (№ 5680).
- Награждён орденом Красного Знамени, двумя орденами Красной Звезды, а также медалями.

Из боевой характеристики:

В боях за форсирование р. Барта основные и тяжёлые бои принял на себя 2-й эскадрон полка. Находясь на всем протяжении марша, от г. Томашув до г. Калиш, в головном отряде, командир эскадрона гвардии капитан Разволяев, как один из смелых, энергичных и грамотных офицеров, проявил героизм и отвагу в боях при занятии г. Томашув.

## Память
- В Ростове-на-Дону, на доме, в котором жил Герой, установлена мемориальная доска.
- Имя И. П. Разволяева высечено золотыми буквами на мемориальных досках вместе с именами всех 78-и Героев Советского Союза 112-й Башкирской кавалерийской дивизии, установленных в Национальном музее Республики Башкортостан (город Уфа, улица Советская, 14) и в Музее 112-й Башкирской кавалерийской дивизии (город Уфа, улица Левитана, 27).